# Jedenasty Doktor
Jedenasty Doktor (ang. Eleventh Doctor) – postać fikcyjna związana z brytyjskim serialem science fiction pt. Doktor Who, w którą wcielał się aktor Matt Smith. Jedenasty Doktor był ostatnią inkarnacją z oryginalnego cyklu regeneracyjnego Doktora, głównego bohatera serialu. Postać pojawiała się w serialu regularnie w latach 2010–2013 (co łącznie składa się na trzy pełne sezony oraz 7 odcinków specjalnych), oraz gościnnie w odcinku Głęboki oddech w 2014 roku. Dodatkowo postać ta pojawia się gościnnie w spin-offie Doktora Who, serialu Przygody Sary Jane, w odcinku Śmierć Doktora w 2010 roku.
Jego towarzyszami w podróży przez czas i czasoprzestrzeń byli na początku Szkotka Amy Pond i jej mąż Rory Williams oraz w późniejszym czasie Clara Oswald. Okazjonalnie towarzyszyła mu również River Song. Miał również okazję ponownie spotkać się z wcześniej znanymi sobie towarzyszami podróży – Sarą Jane Smith oraz Jo Jones. Jedenasty Doktor spotykał również swoich dawnych wrogów, m.in. Daleków, Cybermenów, Płaczące Anioły, Silurianów oraz Wielką Inteligencję, jak również nowych, w tym m.in. członków Zakonu Ciszy, Madame Kovarian czy Shakri.

## Casting
David Tennant, odtwórca roli dziesiątego Doktora, 29 października 2008 roku ogłosił na ceremonii rozdania National Television Awards, że zamierza odejść z serialu. Wówczas BBC News ogłosiło, że faworytem bukmacherów na rolę jedenastego Doktora jest Paterson Joseph, wcześniej występujący w historii obejmującej odcinki Zły Wilk oraz Każdy swoją drogą jako Rodrick. Gdyby tak faktycznie się stało, byłby to wówczas pierwszy Doktor o ciemnej karnacji. Kolejnym często obstawianym przez bukmacherów aktorem był David Morrissey, który wcześniej wystąpił w serialu jako Jackson Lake w odcinku Drugi Doktor. Innymi potencjalnymi kandydatami do przejęcia roli Doktora byli m.in. Sean Pertwee (syn Jona Pertwee, odtwórcy roli Trzeciego Doktora), Russell Tovey (występował wcześniej jako Alonso Frame w odcinku Rejs Potępieńców), James Nesbitt oraz James McAvoy.
Mimo że nowy koordynator serialu, Steven Moffat, planował na następcę Tennanta wybranie aktora w średnim wieku, ostatecznie rola Doktora przypadła Mattowi Smithowi. Aktor ten, mając wtenczas 26 lat, został najmłodszym aktorem, który kiedykolwiek odgrywał rolę Doktora, prześcigając w tej kwestii Petera Davisona, który objął rolę piątego Doktora w wieku 29 lat. Początkowo producenci byli sceptyczni co do podjętej decyzji. Jeden z przedstawicieli BBC Cymru Wales, Piers Wenger, podzielił tę opinię, lecz także zapewnił, że aktor ten jest wystarczająco zdolny, by odpowiednio odegrać powierzoną mu rolę. Decyzja o obsadzeniu Smitha w roli jedenastego Doktora została ogłoszona podczas specjalnego odcinka programu Doktor Who: Ściśle tajne.

## Historia postaci

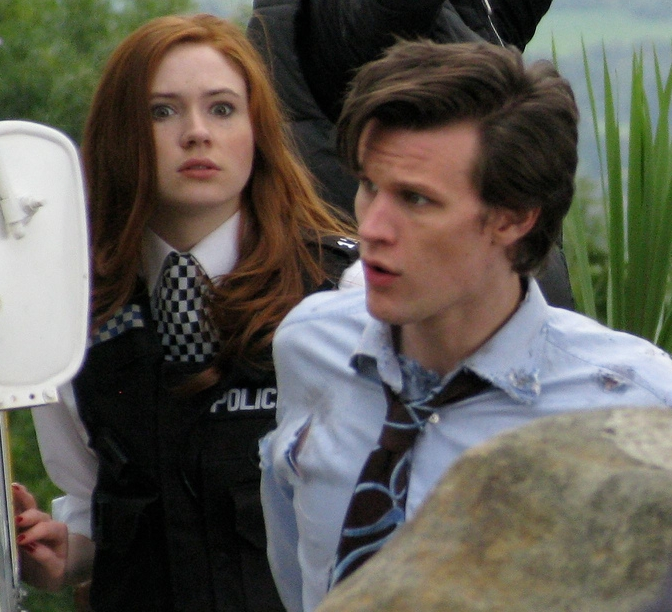
Jedenasty Doktor (Matt Smith) wraz z Amy Pond (Karen Gillan) podczas kręcenia odcinka Jedenasta godzina

Po wydarzeniach z odcinka Do końca wszechświata, Doktor po raz kolejny przechodzi proces regeneracji. Reakcja wyzwala jednak tak dużo energii, że wywołuje pożar i chaos w TARDIS, przez co Doktor zostaje zmuszony do awaryjnego lądowania. Ostatecznie TARDIS rozbija się o szopę na podwórku przy jednym z domów w miasteczku Leadworth w Anglii, w 1996 roku. Tam Doktor spotyka małą dziewczynkę o imieniu Amelia Pond, która prosząc, by naprawił pęknięcie w ścianie w jej pokoju, zaprasza go do domu. Doktor stara się jej pomóc, lecz wkrótce jest zmuszony wrócić do TARDIS. Obiecuje, że wróci za chwilę, jednak awaria silników powoduje, że przeskakuje 12 lat w przyszłość. Wówczas wraz z już dorosłą Amelią rozwiązuje sprawę „więźnia Zero”, który przedostał się wcześniej przez pęknięcie w ścianie. W tym samym odcinku poznaje także innego przyszłego towarzysza, Rory'ego Williamsa. Kiedy Doktor dowiaduje się, że TARDIS dokonała już niezbędnych napraw, postanawia ją przetestować. W wyniku błędu jednak Doktor wraca dopiero dwa lata później, niż zakładał. Tym razem zaprasza Amy na pokład i zabiera ją w podróż.
W odcinku Zwycięstwo Daleków jedenasta inkarnacja Doktora po raz pierwszy ma styczność z Dalekami, a w historii Czas Aniołów / Kamienne ciała po raz pierwszy z Płaczącymi Aniołami oraz River Song. Od odcinka Wampiry w Wenecji do Zimna krew serii piątej wraz z Doktorem i Amy podróżuje również Rory Williams, chłopak i przyszły mąż Amy. W finale piątego sezonu Doktor wraz z Amy oraz River odkrywają tajemnicę Pandoriki.
Jedenasty Doktor pojawia się później w spin-offie serialu, Przygody Sary Jane, w odcinku Śmierć Doktora, gdzie spotyka swoje dwie dawne towarzyszki, Sarę Jane Smith oraz Jo Jones (wcześniej Grant). Inkarnacja ta ma wówczas po raz pierwszy styczność z UNIT-em.

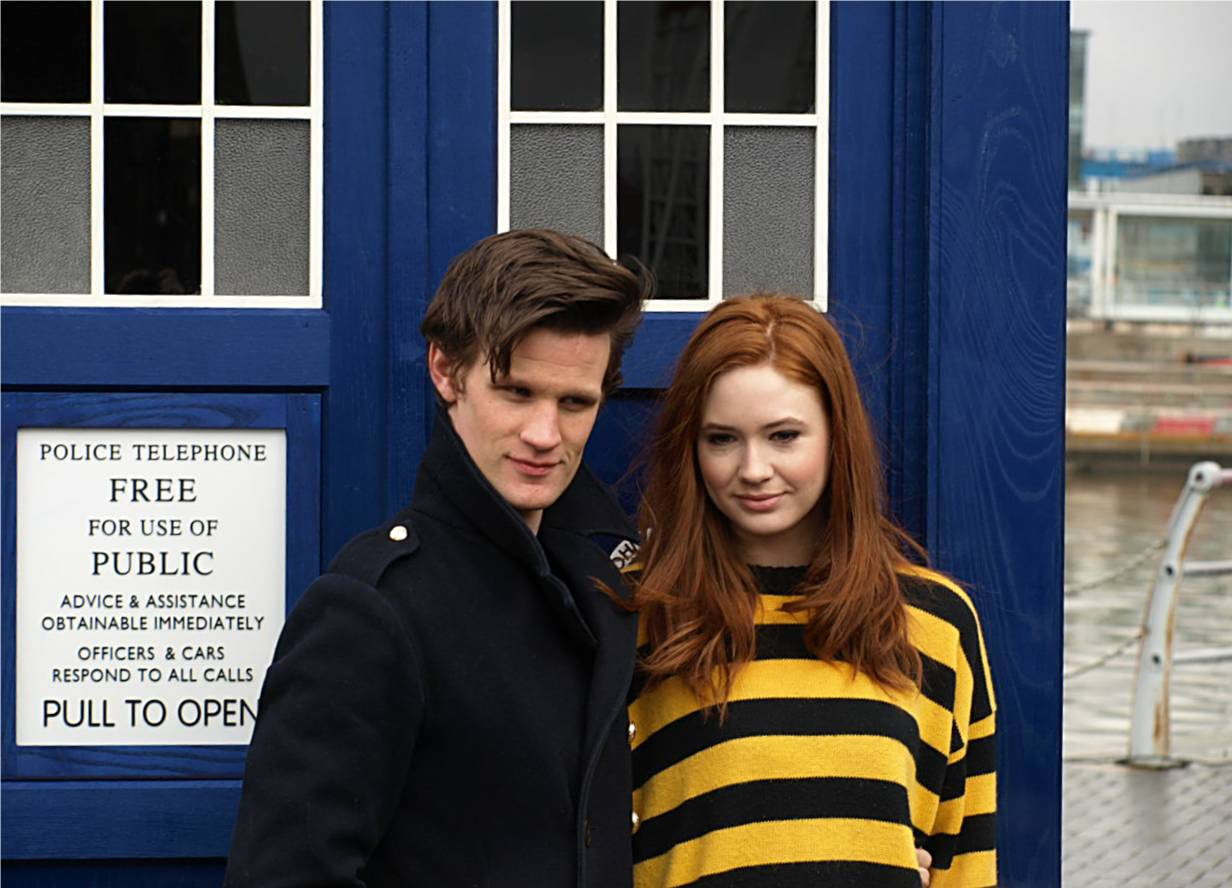
Matt Smith i Karen Gillan w Salford podczas sesji zdjęciowej reklamującej 6. serię serialu

W odcinku Niemożliwy astronauta Amy, Rory i River dostają tajemnicze zaproszenia w niebieskich kopertach z długością i szerokością geograficzną. Gdy docierają na miejsce, okazuje się, że Doktor z przyszłości wezwał ich na świadka swej śmierci. W odcinku Prawie ludzie okazuje się, że Amy jest w ciąży, a w odcinku Dobry człowiek idzie na wojnę Doktor organizuje misję ratunkową dla porwanej przez odłam Zakonu Ciszy Amy z planetoidy Demons Run, gdzie urodziła córkę. W tym samym odcinku Doktor poznaje również prawdziwą tożsamość River Song. W odcinku Zabijmy Hitlera Doktor poznaje Mels, wcześniejsze wcielenie River, a w odcinku Kompleks Boga Doktor zostawia Amy i Rory'ego, będąc świadomym zbliżającej się śmierci. Rozpoczyna on tym samym swoją podróż pożegnalną, odwiedzając m.in. swojego dawnego przyjaciela, Craiga Owensa. W odcinku Ślub River Song River tworzy alternatywną rzeczywistość, w której Doktor m.in. bierze ślub z nią. Na skutek różnych wydarzeń udaje się ostatecznie uchronić Doktora od śmierci, która została pokazana w odcinku Niemożliwy astronauta.

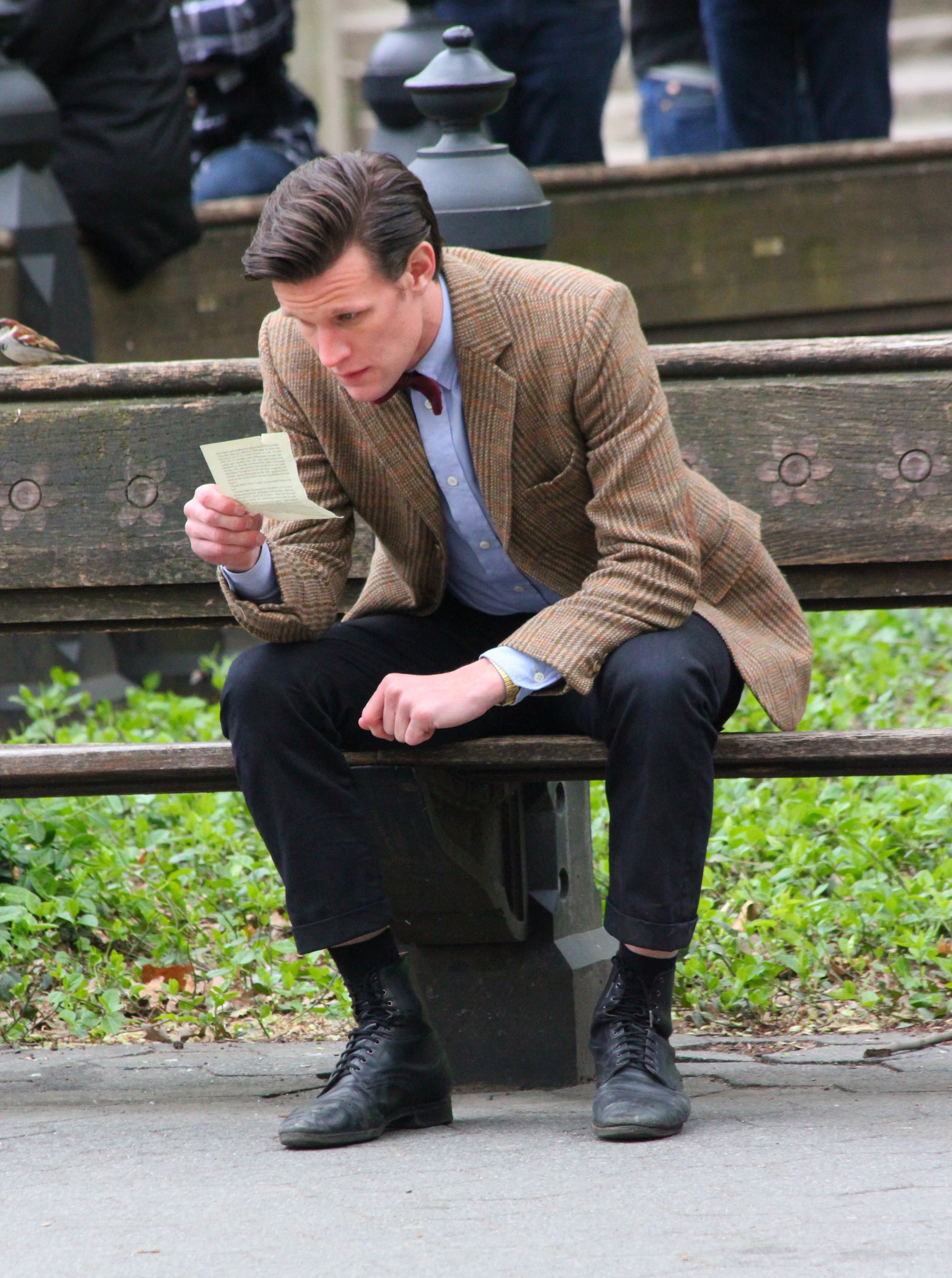
Jedenasty Doktor (Matt Smith) w odcinku Anioły na Manhattanie

W odcinku świątecznym Doktor, wdowa i stara szafa Doktor podróżuje sam, dopiero w kolejnym odcinku, Planeta obłąkanych Daleków, Amy i Rory ponownie przeżywają wspólne przygody z Doktorem, gdyż zostają uprowadzeni wspólnie przez Daleków, którzy oczekują od Doktora pomocy. Bohaterowie poznają wtedy Oswin Oswald, młodą kobietę, która nieświadomie żyje jako Dalek. W kolejnym odcinku, Dinozaury w statku kosmicznym, poznaje ojca Rory'ego, Briana Williamsa. Postać Briana powraca także w odcinku w Potęga trójki, gdy Doktor wraz z Amy i Rorym współpracuje z córką Brygadiera Lethbridge-Stewarta, a zarazem szefową UNIT-u – Kate Steward i próbuje rozgryźć zagadkę sześcianów, które spadły na Ziemię. W odcinku Anioły na Manhattanie Doktor wraz z River jest świadkiem śmierci Amy i Rory'ego. Po tym wydarzeniu Doktor przebywa z Madame Vastrą, Jenny i Straxem w wiktoriańskim Londynie izolując się od świata i opłakując swych przyjaciół do czasu, gdy poznaje Clarę Oswin Oswald, wiktoriańską barmankę. Mimo że w wyniku wypadku ona umiera, Doktor przypomina sobie Oswin Oswald i postanawia odkryć zagadkę ich istnienia. W odcinku Dzwony Świętego Jana Doktor odnajduje Clarę Oswald i zaczyna wraz z nią podróżować. Wraz z nią odwiedza m.in. Akhaten, sowiecką łódź podwodną czy Yorkshire w 1893 roku. W odcinku Imię Doktora Doktor wraz z Clarą, Vastrą, Jenny i Straxem trafiają na planetę Trenzalore, miejsca śmierci oraz grobu Doktora. Wtedy Wielka Inteligencja wchodzi do linii czasu Doktora i zamienia wszystkie zwycięstwa Doktora w porażki. By ratować sytuację, Clara również wchodzi do jego linii czasu i zyskuje przewagę nad Wielką Inteligencją.
W odcinku Dzień Doktora Doktor po raz drugi spotyka Kate Steward, a wraz z nią inną członkinię UNIT-u, Osgood. Podczas wydarzeń z tego odcinka Doktor po raz pierwszy od wielu lat ma styczność z Zygonami. Spotyka również swoje dwa poprzednie wcielenia, dziesiątego Doktora oraz Doktora wojny. Przy pomocy wszystkich swoich 13. wcieleń wysyła Gallifrey do innego wszechświata, ratując w ten sposób swoją planetę przed zagładą.
W odcinku Czas Doktora Doktor i Clara trafiają do miasteczka na planecie Trenzalore, na wiele lat wcześniej niż poprzednim razem. Wkrótce potem Doktor odsyła Clarę do domu, w tym czasie przez dziesiątki lat broniąc planety przed rozmaitymi zagrożeniami. Kiedy Clarze udaje się powrócić, Doktor jest już bardzo stary. Clara wiedząc, że Doktor za niedługo umrze, prosi Władców Czasu poprzez szczelinę w czasoprzestrzeni, by uratowali jego życie. Ci ostatecznie spełniają prośbę Clary, a Doktor otrzymuje kolejny cykl regeneracyjny. Doktor regeneruje się po raz kolejny.
Jedenasty Doktor pojawia się później w odcinku Głęboki oddech, kiedy to Clara ma problemy z zaakceptowaniem nowego Doktora. W odcinku Śmierć w Niebie pojawia się archiwalna scena z odcinka Dzwony świętego Jana, z jego udziałem.

## Kostium
W odcinku Do końca wszechświata oraz przez większość odcinka Jedenasta godzina nowo zregenerowany Doktor nosi na sobie zniszczony i poobdzierany strój dziesiątego Doktora, składający się z jasnoniebieskiej koszuli, czarnego krawatu w różnorodne kształty, czarnych spodni oraz trampek. Pod koniec odcinka Doktor kradnie ubrania z lokalnego szpitala. Od tej pory ubiera się w wełnianą koszulę z muszką, szarobrązową marynarkę z łatami na łokciach, czarne spodnie z szelkami oraz czarne buty. Kostium ten, z wyjątkiem niewielkich zmian w kolorze koszuli i muszki, nosi nieprzerwanie aż do odcinka Anioły na Manhattanie.
Od specjalnego odcinka świątecznego pt. Bałwany (z 2012 roku) zmieniono nieco koncepcję – starano się pokazywać różne wersje stroju Doktora, idąc za przykładem jego trzeciej i czwartej inkarnacji, które nie nosiły zawsze tych samych ubrań, jedynie utrzymywały dany styl. Steven Moffat, producent wykonawczy serialu, przyznał, że zmiana konwencji w ubiorze Doktora jest związana z wejściem w inny etap życia.
Na początku odcinka Dzwony Świętego Jana Jedenasty Doktor ma na sobie strój zakonnika, jednak do jakimś czasie przebiera się, tym samym wyznaczając nowy kostium. Nosi go do ostatniego swojego odcinka pt. Czas Doktora. Zawiera on jednak sporo podobieństw do poprzedniego stroju, aczkolwiek zmieniła się kolorystyka ubrań, a marynarka zostaje zamieniona na długi płaszcz. Również w tym przypadku zdarzało mu się nosić różne koszule oraz muszki.
Były również sytuacje, w których Doktor całkowicie zmieniał strój, lecz były to głównie krótko chwilowe zmiany. Działo się tak np. w odcinku Dobry człowiek idzie na wojnę, gdzie Jedenasty Doktor przez pewien czas był w stroju Bezgłowych Mnichów czy w odcinku Lokator, gdzie Doktor przez chwilę ma strój sportowy.
Jedenasty Doktor czuje wielkie upodobanie zarówno do muszek, jak i fezów, które nosi przy różnych okazjach. Często wypowiada się o nich Muszki są fajne (Bow ties are cool) czy też Fezy są fajne (Fezes are cool). Od odcinka Anioły na Manhattanie używa do czytania okrągłe, ciemnoczerwone okulary.

## Występy telewizyjne

### Doktor Who
| Historia                                    | Historia                                 | Data premiery                     | Źródła                |
| Nazwa polska                                | Nazwa oryginalna                         | Data premiery                     | Źródła                |
| Specjalne (2008–2010)                       | Specjalne (2008–2010)                    | Specjalne (2008–2010)             | Specjalne (2008–2010) |
| ------------------------------------------- | ---------------------------------------- | --------------------------------- | --------------------- |
| Do końca wszechświata                       | The End of Time                          | 25 grudnia 2009 – 1 stycznia 2010 | [ 27 ] [ 47 ] [ 48 ]  |
| Seria 5 (2010)                              |                                          |                                   |                       |
| Jedenasta godzina                           | The Eleventh Hour                        | 3 kwietnia 2010                   | [ 28 ] [ 49 ]         |
| Besta na dole                               | The Beast Below                          | 10 kwietnia 2010                  | [ 50 ] [ 51 ]         |
| Zwycięstwo Daleków                          | Victory of the Daleks                    | 17 kwietnia 2010                  | [ 9 ] [ 52 ]          |
| Czas Aniołów Kamienne ciała                 | The Time of Angels Flesh and Stone       | 24 kwietnia – 1 maja 2010         | [ 7 ] [ 53 ] [ 54 ]   |
| Wampiry w Wenecji                           | The Vampires of Venice                   | 8 maja 2010                       | [ 29 ] [ 55 ]         |
| Wybór Amy                                   | Amy’s Choice                             | 15 maja 2010                      | [ 30 ] [ 56 ]         |
| Głodna Ziemia Zimna krew                    | The Hungry Earth Cold Blood              | 22 – 29 maja 2010                 | [ 14 ] [ 57 ] [ 58 ]  |
| Vincent i Doktor                            | Vincent and the Doktor                   | 5 czerwca 2010                    | [ 59 ] [ 60 ]         |
| Lokator                                     | The Lodger                               | 12 czerwca 2010                   | [ 46 ] [ 61 ]         |
| Otwarcie Pandoriki Wielki Wybuch            | The Pandorica Opens The Big Bang         | 19 – 26 czerwca 2010              | [ 31 ] [ 62 ] [ 63 ]  |
| Odcinki specjalne (2010)                    |                                          |                                   |                       |
| Opowieść wigilijna                          | A Christmas Carol                        | 25 grudnia 2010                   | [ 64 ] [ 65 ]         |
| Seria 6 (2011)                              |                                          |                                   |                       |
| Niemożliwy astronauta Lądowanie na Księżycu | The Impossible Astronaut Day of the Moon | 23 – 30 kwietnia 2011             | [ 17 ] [ 66 ] [ 67 ]  |
| Klątwa czarnej plamy                        | The Curse of the Black Spot              | 7 maja 2011                       | [ 68 ] [ 69 ]         |
| Żona Doktora                                | The Doctor’s Wife                        | 17 maja 2011                      | [ 70 ] [ 71 ]         |
| Zbuntowane ciało Prawie ludzie              | The Rebel Flesh The Almost People        | 21 – 28 maja 2011                 | [ 32 ] [ 72 ] [ 73 ]  |
| Dobry człowiek idzie na wojnę               | A Good Man Goes to War                   | 4 czerwca 2011                    | [ 18 ] [ 74 ]         |
| Zabijmy Hitlera                             | Let's Kill Hitler                        | 27 sierpnia 2011                  | [ 8 ] [ 75 ]          |
| Nocne koszmary                              | Night Terrors                            | 3 września 2011                   | [ 76 ] [ 77 ]         |
| Dziewczyna, która czekała                   | The Girl Who Waited                      | 10 września 2011                  | [ 78 ] [ 79 ]         |
| Kompleks Boga                               | The God Complex                          | 17 września 2011                  | [ 33 ] [ 80 ]         |
| Godzina zamknięcia                          | Closing Time                             | 24 września 2011                  | [ 11 ] [ 81 ]         |
| Ślub River Song                             | The Wedding of River Song                | 1 października 2011               | [ 34 ] [ 82 ]         |
| Odcinki specjalne (2011)                    |                                          |                                   |                       |
| Doktor, wdowa i stara szafa                 | The Doctor, the Widow and the Wardrobe   | 25 grudnia 2011                   | [ 35 ] [ 83 ]         |
| Seria 7 (2012–2013)                         |                                          |                                   |                       |
| Planeta obłąkanych Daleków                  | Asylum of the Daleks                     | 1 września 2012                   | [ 10 ] [ 84 ]         |
| Dinozaury na statku kosmicznym              | Dinosaurs on a Spaceship                 | 8 września 2012                   | [ 36 ] [ 85 ]         |
| Miasteczko Mercy                            | A Town Called Mercy                      | 15 września 2012                  | [ 86 ] [ 87 ]         |
| Potęga trójki                               | The Power of Three                       | 22 września 2012                  | [ 19 ] [ 88 ]         |
| Anioły na Manhattanie                       | The Angels Take Manhattan                | 29 września 2012                  | [ 13 ] [ 89 ]         |
| Odcinki specjalne (2012)                    |                                          |                                   |                       |
| Bałwany                                     | The Snowmen                              | 25 grudnia 2012                   | [ 15 ] [ 90 ]         |
| Seria 7 (2012–2013)                         |                                          |                                   |                       |
| Dzwony Świętego Jana                        | The Bells of Saint John                  | 30 marca 2013                     | [ 16 ] [ 91 ]         |
| Pierścienie Akhatenu                        | The Rings of Akhaten                     | 6 kwietnia 2013                   | [ 37 ] [ 92 ]         |
| Zimna wojna                                 | Cold War                                 | 13 kwietnia 2013                  | [ 38 ] [ 93 ]         |
| Kryjówka                                    | Hide                                     | 20 kwietnia 2013                  | [ 94 ] [ 95 ]         |
| Podróż do wnętrza TARDIS                    | Journey to the Centre of the TARDIS      | 27 kwietnia 2013                  | [ 96 ] [ 97 ]         |
| Karmazynowa groza                           | The Crimson Horror                       | 4 maja 2013                       | [ 39 ] [ 98 ]         |
| Srebrny koszmar                             | Nightmare in Silver                      | 11 maja 2013                      | [ 12 ] [ 99 ]         |
| Imię Doktora                                | The Name of the Doctor                   | 18 maja 2013                      | [ 40 ] [ 100 ]        |
| Odcinki specjalne (2013)                    |                                          |                                   |                       |
| Dzień Doktora                               | The Day of the Doctor                    | 23 listopada 2013                 | [ 41 ] [ 101 ]        |
| Czas Doktora                                | The Time of the Doctor                   | 25 grudnia 2013                   | [ 42 ] [ 102 ]        |
| Seria 8 (2014)                              |                                          |                                   |                       |
| Głęboki oddech                              | Deep Breath                              | 23 sierpnia 2014                  | [ 3 ] [ 103 ]         |

### Przygody Sary Jane
| Historia (polska nazwa) | Historia (angielska nazwa) | Data premiery             | Źródła        |
| Sezon 4                 | Sezon 4                    | Sezon 4                   | Sezon 4       |
| ----------------------- | -------------------------- | ------------------------- | ------------- |
| Śmierć Doktora          | The Death of the Doctor    | 25 – 26 października 2010 | [ 5 ] [ 104 ] |

## Inne media
Podobnie jak dziesiąty Doktor jedenasty wraz z Amy (a później także z Rorym) w latach 2010–2013 pojawił się w kilkunastu książkach z serii New Series Adventures wydawanych przed BBC. Pierwszą wydaną książką była Apollo 23, napisana przez Justina Richardsa. Postać jedenastego Doktora pojawiła się także w komiksach wydawanych na łamach czasopism Doctor Who Magazine oraz Doctor Who Adventures, a także w crossoverowej serii komiksów wraz z postaciami z serialu Star Trek: Następne pokolenie, pt. Assimilation2.
Jedenasty Doktor pojawia się również w ponad dziesięciu audiobookach wydawanych na CD, wyprodukowanych przez BBC, AudioGO, a także przez Big Finish Productions. Pierwszym wyprodukowany audiobook, The Runaway Train został napisany przez Oli'ego Smitha, a wydany został 15 maja 2010 roku.

## Ocena krytyków
Wizerunek Matta Smitha jako Doktor spotkał się z uznaniem krytyków. Martin Anderson z Shadowlocked ocenił jedenastego Doktora jako najlepszego od czasów Toma Bakera i napisał: „Mattowi Smithowi chyba zależało na tym, by odwzorować na nowo wizerunek Doktora z lat 70”. W swojej recenzji do odcinka Kamienne  ciała dla The Daily Telegraph Gavin Fuller zauważył, że „Matt Smith [jako Doktor] ma szybkie tempo rozwiązywania zagadek, co jest ważnym aspektem nowej serii”. Fuller w recenzji dla odcinka Wielki wybuch ponownie pochwalił aktorstwo Smitha, stwierdzając: „Matt Smith jest wspaniały w scenach, w których poświęca się, by ratować wszechświat”. Kyle Anderson dla Nerdist wypowiedziała się: „Nie wiem jak wy wszyscy, ale Matt Smith jest moim Doktorem”. Daniel Martin z The Guardian dopowiedział również: „Smith jest moim ostatecznym Doktorem”.